# Illusions fantasmagoriques
Illusions fantasmagoriques es un cortometraje mudo de trucos francés de 1898, dirigido por Georges Méliès, que presenta a un mago sobre el escenario que transforma a un niño en dos con la ayuda de un hacha.

## Sinopsis
Un mago en el escenario evoca una paloma y la coloca en una caja con un juego de ropa. Un niño sale de la caja disfrazado con las prendas y el mago lo divide en dos niños iguales con un hacha. Los dos niños se pelean y el mago transforma a uno en un pañuelo de papel, lo rompe y vuelve a colocar al otro en la caja. Luego, el mago destruye la caja con un martillo para mostrar que el niño ha desaparecido. El niño reaparece y él lo transforma en banderas. Luego, el mago desaparece en una bocanada de humo, solo para volver a entrar por una puerta para hacer su reverencia.

## Producción
En el momento de filmar Illusions fantasmagoriques, Méliès había terminado recientemente una serie de complejos "noticiarios reconstruidos" (recreaciones escenificadas de eventos actuales) sobre la Guerra hispano-estadounidense. Luego regresó a las películas de trucos con esta película y algunas otras, breves bocetos mágicos que se centran en los efectos especiales hechos con variaciones del empalme de sustitución. Illusions fantasmagoriques, con diez empalmes de sustitución en un solo minuto de acción, puede ser la más compleja de este grupo y la más complicada técnicamente de cualquier película que Méliès hubiera hecho hasta entonces.
Méliès interpreta al mago en la película, que también utiliza pirotecnia en sus efectos. El estilo es muy teatral, con trucos de cámara que solo comienzan alrededor de la mitad, y recuerda particularmente a su La dama que desaparece (1896). El uso en la película de banderas estadounidenses y británicas como accesorios refleja el interés internacional en las películas de Méliès; en 1898, Méliès había descubierto que Estados Unidos y el Reino Unido eran mercados importantes para su obra.

## Lanzamiento
La película fue vendida por la Star Film Company de Méliès y ocupa el puesto 155 en sus catálogos. Sobrevive una copia en el British Film Institute.